# Хмельницький музей-студія фотомистецтва

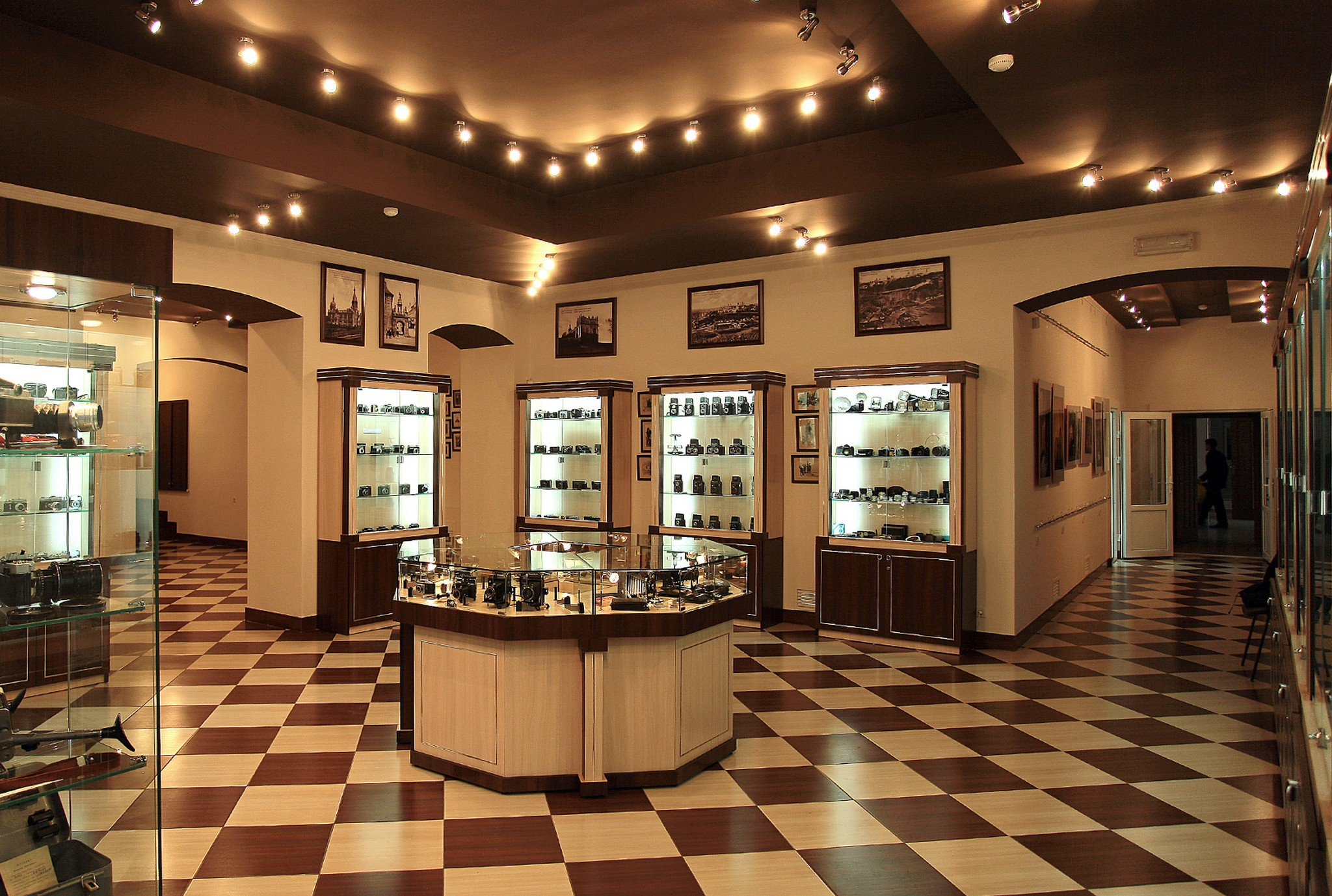
Експозиційний зал музею

Хмельницький музей-студія фотомистецтва — музей старовинної фототехніки у місті Хмельницькому.

## Опис музею
Хмельницький музей-студію фотомистецтва відкрито 7 вересня 2010 року у приміщенні історичної пам'ятки архітектури міста. Цей триповерховий будинок є чудовим зразком архітектурного стилю пізній модерн, який домінував на початку XX століття. До наших днів збереглися всі оригінальні пластичні форми фасаду, ажурні ковані балкони, декоративне оздоблення стін кольоровим склом-смальтою.
За його облаштування взявся проскурівський купець Нафтула Вассерман, відомий торговець галантерейними товарами і щедрий меценат. На власні кошти Вассерман у 1910 — 12 роках будує триповерхову споруду готелю, який назвав «Континенталь». Готель мав 3 «люксових» апартаменти, 5 номерів «першого класу», електричне освітлення і, найголовніше — гаряче водопостачання. Водогін той час у місті був відсутній взагалі.
Після революції готель націоналізували і передала у користування різним установам.
27 травня 2009 р. на двадцять шостій сесії міської ради було прийнято рішення № 2 «Про створення Хмельницького музею-студії фотомистецтва». А 24.06.2009 р. рішенням № 1 двадцять восьма сесія міської ради затвердила Статут музею. Більше року тривали будівельні та оздоблювальні роботи по облаштуванню музею.
Музей фотомистецтва є першим та єдиним в Україні. У музейних вітринах виставлено колекцію, що налічує понад 2500 експонатів (фотоапарати, об'єктиви, збільшувачі, експонометри та інше приладдя), які ілюструють розвиток фотографії та виробництва фотоапаратів за період з кінця XIX до кінця XX століття. Колекцію довгий час збирав директор музею, хмельницький фотомайстер Костянтин Жданов. Також, у ній представлено чимало давніх негативів, літографій, фотографій, які зберегли для нас вигляд нашого міста та його мешканців.

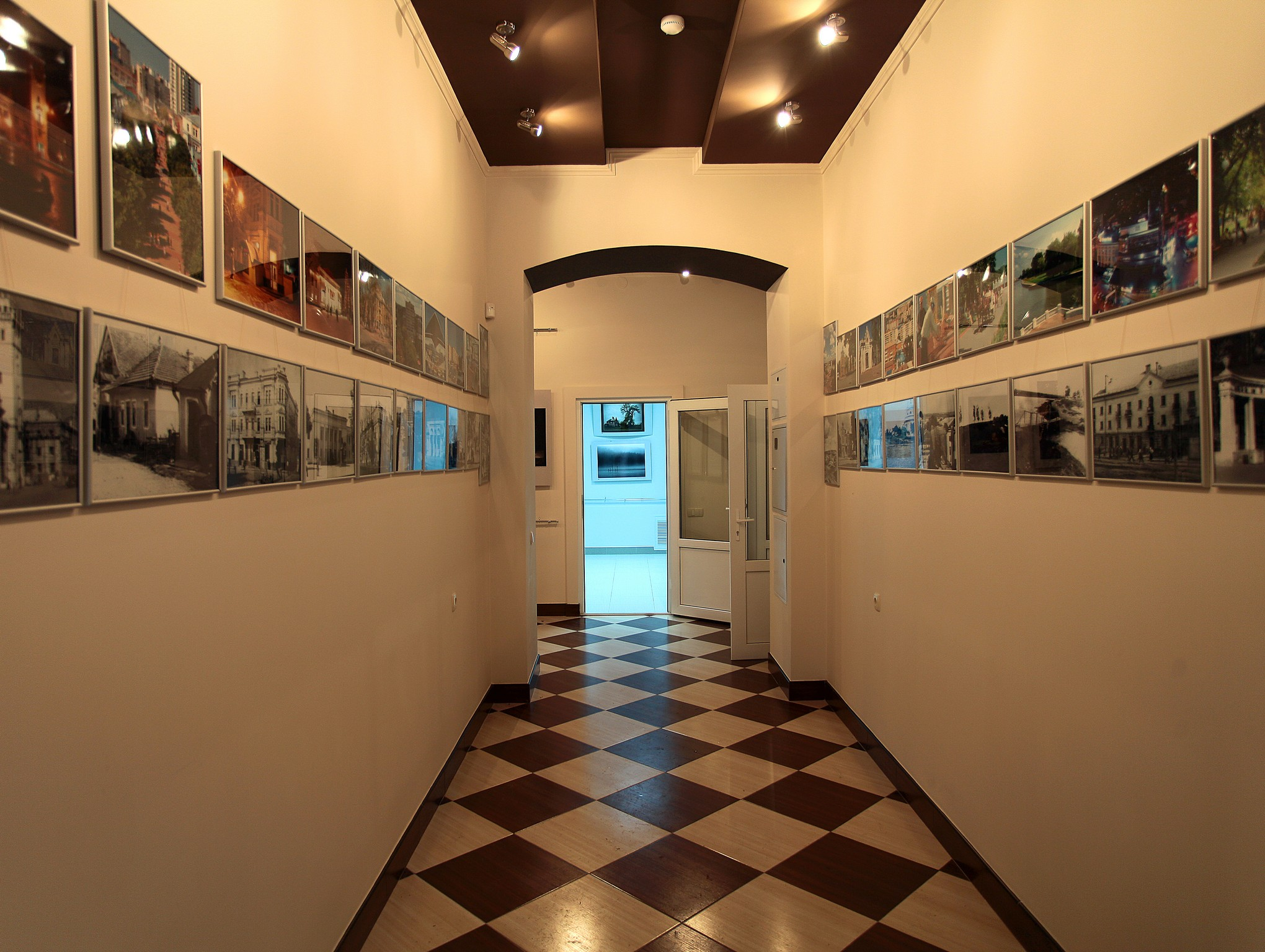
Експозиція старе-нове місто

У фоє знаходиться постійно діюча експозиція «Проскурівські фотографи кінця ХІХ – початку ХХ ст» та «Старе-нове місто». На  фотографіях зображені визначні місця Хмельницького, будинки, вулиці та міські пейзажі. 

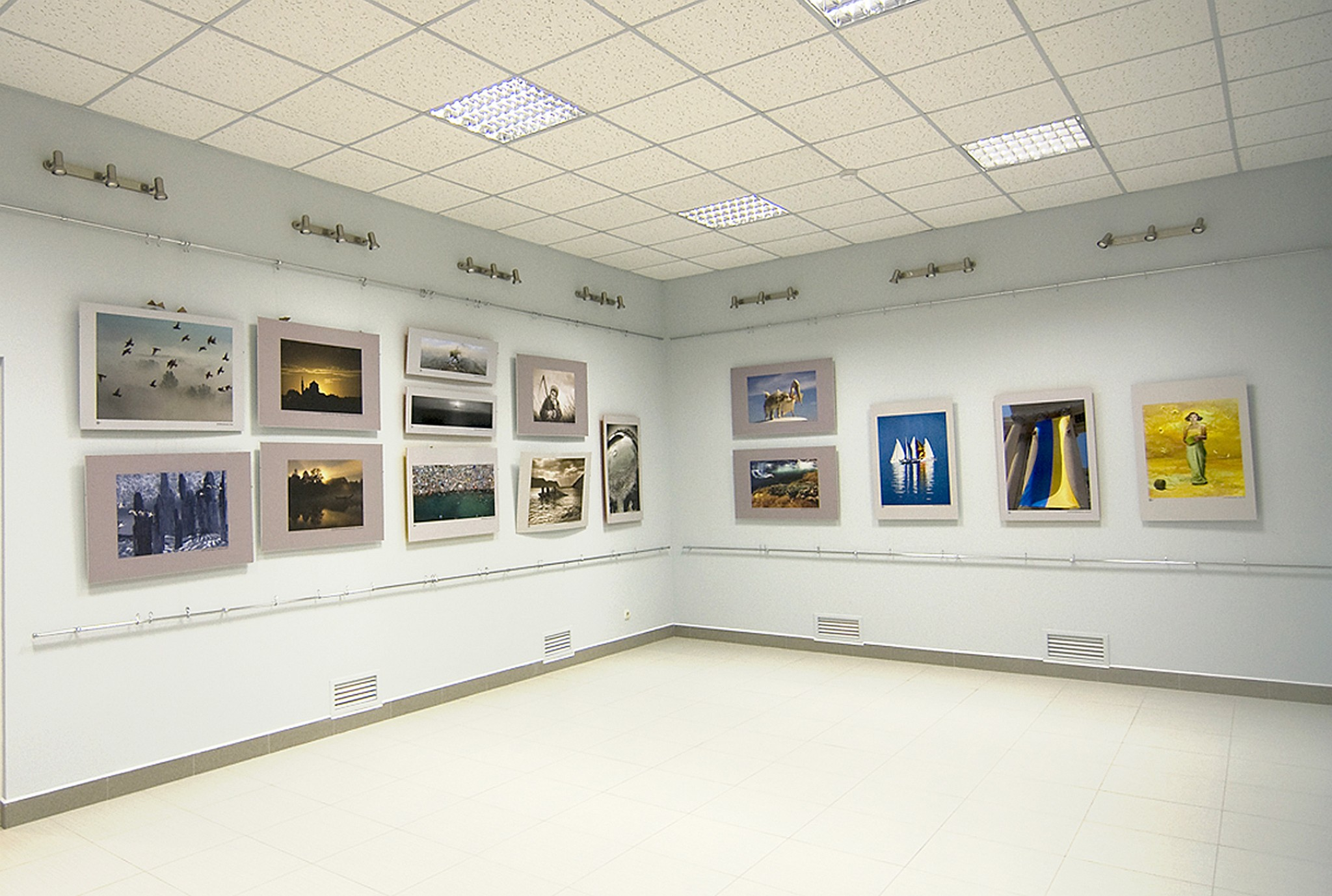
Виставкова зала музею

У мистецькій галереї регулярно проводяться нові фотовиставки міжнародних фотоконкурсів, салонів художньої фотографії та найкращих фотохудожників з різних міст України, відомих не тільки у нашій країні, але й далеко за її межами. 
Постійно діючою є виставка старовинного фотообладнання, серед якого є практично усі фотоапарати, що серійно випускалися у Радянському Союзі, багато фотокамер світових виробників, починаючи від кінця XIX століття до цифрової ери. Є професійна техніка, аматорські фотоапарати, виїзні комплекти фотографа та камери для студійної зйомки, прилади для друку фотографій, спецтехніка для аерофотозйомки, медичних та наукових дослідів. А також, широко представлені українські виробники фотоапаратури: Київський завод «Арсенал» (з 1947 р.) та Харківський завод «ФЕД» (з 1933 р). Серед великої кількості фотоапаратів є дуже цінні та раритетні зразки. Це фотоапарат ФЕД за порядковим номером 1252, який було виготовлено у 1934 році. Саме у цьому році і розпочалася історія українського серійного виробництва фотоапаратів, коли у місті Харків на дитячій трудкомуні ім. Ф. Е. Дзержинського налагодили випуск фотоапаратів «ФЕД» першої моделі (усього у 1934 році було виготовлено 1800 фотоапаратів). Також, відомий німецький фотоапарат «Лейка» (модель ІІІ), ФТ-2 (фотоапарат Токарєва) для панорамної зйомки, найменший дзеркальний фотоапарат «Нарцис», німецька студійна камера кінця XIX століття з розміром кадру 30х40 см, карданна павільйонна камера з електронним керуванням «Ракурс-672» та багато інших.
У виставці старовинних фотографій всі світлини є оригінальними, виконані в різний період (кінець XIX — перша половина XX століття) та різних розмірів (від 6х9 до 35х45 см). Перегляд цих світлин дає унікальну можливість подорожі у часі: побачити різні верстви населення (робітники, ремісники, прості селяни, купці, військовослужбовці, інтелігенція та дворянство), роздивитись цікаві типажі, характерні для свого часу костюми, зачіски, прикраси. Хмельничани та гості міста можуть оцінити майстерність фотографів початку ери фотографії з її мінімальними, недосконалими засобами і технічними можливостями, коли просто різка фотографія була справжнім дивом. 
Жителі та гості міста мають можливість зробити художнє фото та скористатись іншими видами фотопослуг у фотосалоні, який діє при музеї.